# Shining Soul II
Shining Soul II es un videojuego de rol de acción para la Game Boy Advance. Fue desarrollado por Nextech y Grasshopper Manufacture como secuela de Shining Soul y parte de la serie Shining.
El juego es un hack and slash de mazmorras. Se juega de manera similar a Diablo o Baldur's Gate: Dark Alliance. Cuenta con ocho personajes jugables, diez mazmorras atadas a la historia y ocho mazmorras ocultas para explorar. El juego soporta multijugador por cable enlace además del modo de un jugador.

## Jugabilidad
Presenta ocho clases de personaje que pueden ser mejoradas hasta el nivel 200. Cada una es personalizable con una variedad de armas, hechizos, habilidades de apoyo y atributos. Clases diferentes que usan las mismas armas atacan de forma distinta. Por ejemplo, el ataque de un Guerrero con lanza es una estocada mientras que el Arquero arroja su lanza desde lejos. Cada hechizo del juego tiene su propio libro, y solo las clases con ese hechizo en su lista de habilidades puede usar ese libro para lanzar el hechizo.
- Guerrero - Una clase cuerpo a cuerpo balanceada. Nombre por defecto: Eric (Alex en japonés)
- Arquero - Ataca desde lejos usando arcos y lanzas, y puede invocar criaturas del bosque. Nombre por defecto: Rwinn (Luin en japonés).
- Hechicera - Utiliza una variedad de hechizos elementales a distancia. Nombre por defecto: Premiera (Pamela en japonés).
- Dragoniano - La clase más dura y lenta. Nombre por defecto: Tyroth (Tiros en japonés).
- Sacerdotisa - Se especializa en hechizos de sanación y de apoyo. Nombre por defecto: Prim.
- Hechicero Oscuro - Utiliza hechizos elementales oscuros. Nombre por defecto: Armand (Bloodstar en japonés).
- Luchador - La clase más fuerte y rápida, pero con la defensa más baja. Nombre por defecto: Zachs (Sachs en japonés).
- Ninja - Una clase ágil de rango medio que utiliza una mezcla de hechizos y golpes físicos. Nombre por defecto: Raizen.
- ??? - Un Hechicero Oscuro similar a Armand; el personaje secreto que es desbloqueado tras terminar el juego una vez. No tiene nombre por defecto.

Cada personaje puede equiparse hasta tres armas y tres ítems para su uso y alternar entre ellos en cualquier momento. El jugador puede obtener 3 ranuras extra equipándose una Mochila. Los ataques son realizados pulsando brevemente el botón de ataque o manteniéndolo presionado para cargar un ataque más poderoso. Además del equipamiento regular, se puede equipar un ítem «Alma»; puede ser cargado al vencer enemigos y liberado para causar daño masivo a los enemigos cercanos. Vienen en varios tipos elementales y niveles de eficacia. Estos están clasificados en números romanos: I, II, III, IV y V, siendo este último el más fuerte y el que más tiempo lleva para cargar.
Los personajes también poseen resistencia a una cantidad de elementos: Fuego, Hielo, Trueno, Luz, Oscuridad y Veneno. Estos pueden ser incrementados por equipamiento, pero también por resistencia: al recibir daño de un tipo elemental particular, pueden incrementar su resistencia hacia él, pero ser derrotado por un ataque de ese tipo decrecerá su nivel de resistencia en un punto.

### Multijugador
El multijugador es muy parecido al de Diablo. Los personajes del jugador exploran la mazmorra y atacan a los monstruos. Los jugadores pueden repartirse ítems entre ellos lanzándolos o soltándolos. El grupo solo puede moverse a la siguiente área cuando todos los jugadores hayan logrado pasar la salida del área actual o hayan muerto. Abrir la ventana del inventario no pausa el juego (tanto en modo de un jugador como multijugador), por lo que algunos jugadores pueden reorganizar su inventario mientras los demás combaten. Algunas clases son más útiles en multijugador, como la Sacerdotisa o el Arquero.

## Trama
Shining Soul II tiene poca conexión con la historia del resto de la serie además de una referencia a eventos del juego anterior en la introducción. Sin embargo, una versión de un universo alternativo de Boken de Shining Force aparece como un NPC importante, la mascota tradicional de Shining, Yogurt, está escondida en uno de los niveles, y una cantidad de mazmorras del primer Shining Soul aparecen como mazmorras cortas ocultas.
Siglos después de la derrota del Dragón Oscuro en Shining Soul, la luz se ha vuelto muy fuerte, dándole lugar al resurgimiento de la oscuridad. Un cristal en posesión del Rey Marcel y la Reina Yvonne de Klantol, el cual refleja el balance actual entre la luz y la oscuridad a lo largo de la historia, se ha tornado de brillante a nublado. Un alquimista llamado Gillespie, miembro de la orden oscura, Los Caballeros del Caos, logra amigarse con el caballero más confiable del Rey Marcel, Deatharte. Luego Gillespie desaparece, dejándole a Deatharte algo llamado «la fruta prohibida». Impulsado por la curiosidad, Deatharte finalmente come la fruta y es corrompido por la oscuridad.
Más tarde, un torneo en el Coliseo de Klantol es interrumpido por la noticia de que la Princesa Camille ha sido secuestrada. El Rey Marcel le ordena a Deatharte que parta en su búsqueda. Deatharte finge obedecer sus órdenes pero en su lugar se reúne con los Caballeros del Caos. Como Marcel también se encontraba preocupado por un ejército de duendes reunidos cerca del castillo, envía a un joven y prometedor participante del torneo (el personaje del jugador) a investigar. Penetrando el fuerte de los duendes, el joven héroe no solo confirma que los duendes planeaban un ataque al castillo, sino que también se entera de que ellos secuestraron a Camille y la entregaron al malvado hechicero Wizari, quien planea sacrificarla para incrementar su poder. El héroe vence a los duendes y encuentra la llave a la prisión de Camille. Como Deatharte naturalmente aún no ha regresado, Marcel depende del joven héroe y su viaje al palacio de Wizari para salvar a Camille. El héroe logra esto y mata a Wizari.
La celebración es corta, ya que los seres pacíficos se vuelven locos por culpa de la oscuridad. Las investigaciones del héroe sobre estos incidentes lo llevan al continente de Klantol, donde descubre el plan de los Caballeros del Caos de conquistar el mundo. Mientras tanto, la Princesa Camille se escabulle para encontrar a Gillespie y logra aprender la contraseña a la fortaleza escondida de los Caballeros del Caos. Luego es encerrada en la Cueva Koldazhek pero es rescatada por el héroe y le dice la contraseña. Al infiltrarse en la fortaleza de los Caballeros, el héroe mata a Gillespie y a Deatharte, quien se había convertido en el líder de los Caballeros.
No obstante, la derrota de los Caballeros del Caos causa un violento cambio en el balance de oscuridad a luz, despertando un poder destructivo conocido como Caos, al cual incluso las fuerzas de la oscuridad temen. Marcel, Yvonne, Camille y el hechicero de la corte son secuestrados por Caos. Un antiguo caballero guía al héroe a un pasaje al reino de Caos. El héroe llega al lugar y vence a Caos, rescatando a los cuatro prisioneros y restaurando el balance del mundo.

## Recepción
Shining Soul II recibió reseñas medias de acuerdo al sitio web de agregación de reseñas Metacritic. En Japón, Famitsu le dio un puntaje de 32 de 40. Las primeras reseñas vinieron de Electronic Gaming Monthly (casi cuatro meses antes del lanzamiento del juego), Game informer (casi tres meses antes), y Nintendo Power (casi dos meses antes).